# Schismatoglottis longispatha
Schismatoglottis longispatha är en kallaväxtart som beskrevs av William Bull. Schismatoglottis longispatha ingår i släktet Schismatoglottis och familjen kallaväxter. Inga underarter finns listade.